# الخان حسنوف
الخان حسنوف (بالأذرية: Elxan Həsənov)‏ هو لاعب كرة قدم أذربيجاني في مركز حراسة المرمى، ولد في 4 مارس 1967 في باكو في أذربيجان. شارك مع منتخب أذربيجان لكرة القدم. أما مع النوادي، فقد لعب مع نادي توركو ونادي خزر لنكران ونادي كشله ونادي نيفتشي باكو.

## وصلات خارجية
- الخان حسنوف على موقع قاعدة بيانات كرة القدم.إي يو (الإنجليزية)
- الخان حسنوف على موقع ناشيونال فوتبول تيمز (الإنجليزية)
- الخان حسنوف على موقع عالم كرة القدم.نت (الإنجليزية)